# النجم الثاقب في أحوال الإمام الغائب
النجم الثاقب في أحوال الإمام الغائب هو كتاب من تأليف المحدّث الشيعي حسين النوري الطبرسي، وهو في أحوال الإمام الثاني عشر من أئمة الشيعة الإمامية. كتبه باللغة الفارسية بأمر أستاذه المرجع محمد حسن الشيرازي، ثم تُرجم إلى العربية ولغات أخرى.

## هدف التأليف
ينقل المؤلف هدفه لتأليف الكتاب بأنه كان في خدمة محمد حسن الشيرازي عام 1303 ه.ق، فقال له الميرزا الشيرازي :جيد أن يكتب كتاب حول الإمام المهدي باللغة الفارسية وأنت أهل لهذه المهمة، فقلت: بأن مستلزماته غیر متوفره، ولکني قد كتبت في السنة الماضية رسالة حول الذين تشرفوا إلى زيارة الأمام المهدي في غيبته الكبرى، عنوانها الجنة المأوى سأترجمها مع بعض الإضافات.

## محتوى الكتاب
يحتوي الكتاب على تفصيل، جعلها في اثني عشر باباً، ذكر فيها تفصيل حياة الإمام المهدي من ولادته، وألقابه، وكنيته، واختلاف اسمائه وأوصافه، وكل حياته ثم ذكر الروايات الواردة فيه وبدون ذكر سند الرواية، لكنه ذكر المصدر في الهامش، واختلاف المسلمين فيه، وكذلك ذكر القصص التي وردت في مشاهدة الإمام.

## تبويب الكتاب
ذكر المؤلف في مقدمة كتابه إنه بوبه على اثنا عشر باباً وذكر الأبواب في بداية الكتاب بعد المقدمة:
- الباب الأول: فی مجمل تاریخ ولادته ونفحه من حالاته فی حیاه أبیه.
- الباب الثّانی: فی أسماء المهدی وألقابه.
- الباب الثّالث: فی شمّه من أوصاف وشمائل الإمام المهدی وبعض خصائصه.
- الباب الرّابع: فی ذکر اختلاف المسلمین فی الوجود الإمام المهدی.
- الباب الخامس: فی اثبات ان المهدی الموعود هو الحجة بن الحسن العسکری.
- الباب السّادس: فی اثبات امامة المهدي بمعجزاته التی ظهرت منه أیام الغیبه الصغری.
- الباب السّابع: فی ذکر حکایات وقصص الذین وصلوا إلی خدمته فی الغیبه الکبری.
- الباب الثّامن: فی الجمع بین الحکایات المتقدّمه ما جاء بتکذیب مدعی المشاهدة فی الغیبه الکبری.
- الباب التّاسع: فی عذر دخول بعض حکایات المستغیثین فی الصحاری وغیرها.
- الباب العاشر: فی ذکر شمّه من تکالیف العباد لإمام المهدي.
- الباب الحادی عشر: فی ذکر بعض الأزمنة والأوقات المختصّه بامام العصر.
- الباب الثانی عشر: فی ذکر الأعمال والآداب التی یمکن أن یحصل علی شرف اللقاءبالامام المهدي.

## تقريظ الكتاب
قرظ الكتاب محمد حسن الشيرازي بقوله: كتب هذا الكتاب بحمد الله تعالى وتأييده وحسن توفيقه وببركات إمام العصر، وخليفته على خلقه وعباده بنهاية القوة، وحسن الترتيب، وجودة التهذيب، واني لا اعرف كتاباً كتب في هذا الباب بهذا الحسن، ويلزم على جميع المتدينين الرجوع إليه لدفع الشبهات وتصحيح العقيدة ليصلوا ان شاء الله تعالى ببريق أنوار هدايته إلى منزل الإيقان والإيمان ومحل الأمن والأمان.

## ترجماته
- ترجمه ياسين الموسوي إلى العربية.[2]
- ترجمه أطهر حسين الرضوي إلى الإنگليزية بعنوان The Shooting Star.

## اقرأ أيضاً
- مكيال المكارم في فوائد الدعاء للقائم